# Wincenty Klita
Wincenty Klita, ps. „Orzech” (ur. 8 lipca 1901 w Wyszogrodzie, zm. 7 lutego 1980 w Łodzi) – major Wojska Polskiego.

## Życiorys
15 sierpnia 1930 prezydent RP Ignacy Mościcki mianował go podporucznikiem ze starszeństwem z 15 sierpnia 1930 i 109. lokatą w korpusie oficerów artylerii, a minister spraw wojskowych wcielił do 10 pułku artylerii lekkiej w Łodzi. 12 marca 1933 prezydent RP nadał mu stopień porucznika z dniem 1 stycznia 1933 i 104. lokatą w korpusie oficerów artylerii. Do 4 grudnia 1934 pełnił obowiązki dowódcy 7. baterii, od września do października 1935 pełnił obowiązki dowódcy 2. baterii, od 30 grudnia 1936 do 1 maja 1937 od 2 do 25 sierpnia 1937 dowodził 5. baterią. W marcu 1939 pełnił służbę na stanowisku oficera żywnościowego.
1 września 1939 objął dowództwo 8. baterii 54 pułku artylerii lekkiej, a od 16 września dowodził 3. baterią 8 pułku artylerii lekkiej, z którą wziął udział w obronie Warszawy.
W późniejszym okresie brał udział w działaniach Inspektoratu „Maria” Armii Krajowej, na terenie gmin: Koszyce, Dobiesławice i Opatowiec. W 1945 pełnił funkcję wojskowego komendanta Żagania. Został pochowany na cmentarzu rzymskokatolickim przy ul. Szczecińskiej w Łodzi.
W 1994 na osiedlu Teofilów w Łodzi wytyczono aleję mjr. Wincentego Klity.

## Ordery i odznaczenia
- Krzyż Kawalerski Orderu Odrodzenia Polski,
- Krzyż Walecznych dwukrotnie,
- Złoty Krzyż Zasługi z Mieczami[9],
- Srebrny Krzyż Zasługi[5],
- Krzyż Partyzancki,
- Medal Zwycięstwa i Wolności 1945,
- Medal za Warszawę 1939–1945,
- Odznaka Grunwaldzka[9].